# Mikey Graham
Michael Christopher Charles Graham, detto Mikey (Raheny, 15 agosto 1972), è un cantante irlandese.

## Carriera
Nel 1993 è diventato uno dei membri della boy band chiamata Boyzone, composta anche dai colleghi Ronan Keating, Keith Duffy, Shane Lynch e Stephen Gately. Il gruppo si è sciolto nel 1998 per poi ricomporsi nel 2007.
Nell'aprile 2001 ha pubblicato un album solista dal titolo Meet Me Halfway, anticipato dal singolo You're My Angel.
Ha partecipato alla quinta edizione del programma televisivo britannico Dancing on Ice (2010).